# Тринаеста херцеговачка бригада НОВЈ
Тринаеста херцеговачка ударна бригада  формирана је 25. маја 1944. године у селу Голакова Кула, код Прозора. На дан формирања у њен су састав ушли Мостарски партизански одред и 4. батаљон Једанаесте херцеговачке ударне бригаде. Дана 13. јуна у њен је састав ушао батаљон „Саво Беловић” Јужнохерцеговачког НОП одреда као 3. батаљон, а августа и Дубравски батаљон. При формирању је имала око 360 бораца. Од формирања до краја рата била је у саставу 29. херцеговачке дивизије.
Од септембра до половине новембра дејствовала је у саставу Јужнохерцеговачке оперативне групе, а потом поновно у 29. херцеговачкој дивизији. Нарочитог успеха је имала на мобилизацији бораца из редова муслиманског становништва и по свом борачком саставу представљала израз жеља заједничке борбе свих националности Херцеговине.

## Борбени пут бригаде
Одмах после формирања, бригада је била захваћена Дрварском операцијом, због чега се није могла одржати на додељеној јој просторији Коњиц-Прозор, па се после десетодневног марша падинама Битвње, Бјелашнице, Височице, Трескавице и Лелије пробила борбом у састав главнине дивизије у рејон Гацка, а потом у рејон Стоца, где је у Поткомској пећини, после четверодневне опсаде, заробила чету Столачке четничке бригаде, а потом продрла у Дубраве до Почитеља. Бригада се нарочито истакла у операцији Зоненштих (13-31. јула) и Дурмиторској операцији (3-25. августа) разбивши неколико нападних колона немачке 369. пешадијске дивизије. У саставу Јужнохерцеговачке оперативне групе (13. и 14. херцеговачка бригада) у септембру је водила борбе са деловима Прве јуришне групе корпуса ЈВуО у рејону Стоца, Љубиња и Требиња, а у октобру је учествовала у ослобођењу Требиња и у уништавању ојачане италијанске 49. легије „Сан Марко” у упориштима дуж пруге Хум-Габела. До краја месеца ослободила је Домановиће и Почитељ и избила на реку Буну пред Мостар. Наредна три месеца бригада је била ангажована у фронталним борбама дуж реке Буне и комуникације Мостар-Невесиње, а потом у марту 1945. на Иван-седлу. У међувремену у оквиру Мостарске операције од 28. марта до 10. априла 1945. после сламања непријатељеве одбране на Иван-седлу ослобађа Тарчин, Хаџиће, Илиџу и учествује у уништавању једног пука немачке 181. пешадијске дивизије на комуникацији Блажуј-Кисељак. У завршним операцијама Четврте армије ЈА у саставу дивизије учествовала је у ослобођењу Постојне, Ракека, Љубљане, Радовљице и, заробљавајући остатке немачких формација, избила на Триглав.
Одликована је Орденом зуаслуга за народ.